# Agriocnemis zerafica
Agriocnemis zerafica – gatunek ważki z rodziny łątkowatych (Coenagrionidae).